# Обухово (залізнична станція)
Обухово (рос. Обухово) — зупинний пункт (платформа) електропоїздів Санкт-Петербурзького відділення Жовтневої залізниці (ЖЗ), раніше також окрема залізнична станція. Розташована в межах міста Санкт-Петербург, в однойменних історичному районі та окрузі. Поруч з платформою розташовується побудована в 1981 році однойменна станція метро. Вихід в місто і перехід залізничних колій здійснюється через надземний перехід. Для деяких електропоїздів станція є кінцевою.

## Історія
Виникла в 1868 році як «Олександрівська напівстанція Миколаївської залізниці» на відстані 9,4 версти від Петербургу.
З 2002 року Обухово не існує як самостійна станція, так як вона увійшла до складу вузла Санкт-Петербург-Сортувальний-Московський. Зберігається платформа «Обухово», а решта станційного господарства має назву «парк Обухово станції С.-Петербург-Сортувальний-Московський» (СПСМ)
В 2007—2008 роках станція була реконструйована і був побудований новий критий надземний пішохідний перехід в який були перенесені квиткові каси, а також були встановлені ліфти, турнікети та електричні табло. Відкрито в лютому 2008 року.

## Облаштування
Станція Обухово виконує функції залізничного вузла, на якому розділяються магістральні напрямки від Петербурга на Москву та на Волховстрой (Московський та Волховстроївський напрямки ОЗ). Крім того, є сполучення з вантажною «південною портовою залізницею» Петербурзького залізничного вузла.
До півдня від станції в 1908 році був побудований автомобільний Обухівський шляхопровід. В 2000-х рр. в цьому ж місці над коліями була побудована потужна естакада КАД. Численні залізничні колії, що прямують від станції проходять через кілька шляхопроводів один над одним, також є переправи через річку Мурзинка. У північному напрямку колії переходять в сортувальний парк станції Санкт-Петербург-Сортувальний-Московський та платформу Сортувальна (далі за 11 км від Обухово знаходиться кінцева станція Санкт-Петербург-Головний). Під час проходження магістралей з Петербурга на південний схід наступна станція Московського напрямку Октябрської залізниці — Слов'янка, Волховстроївського — Рибацьке, «південна портова залізниця» що примикає з півдня, прямує від станції Рибацьке на вантажну станцію Купчинська.

## Фотогалерея

Загальний вигляд переходу
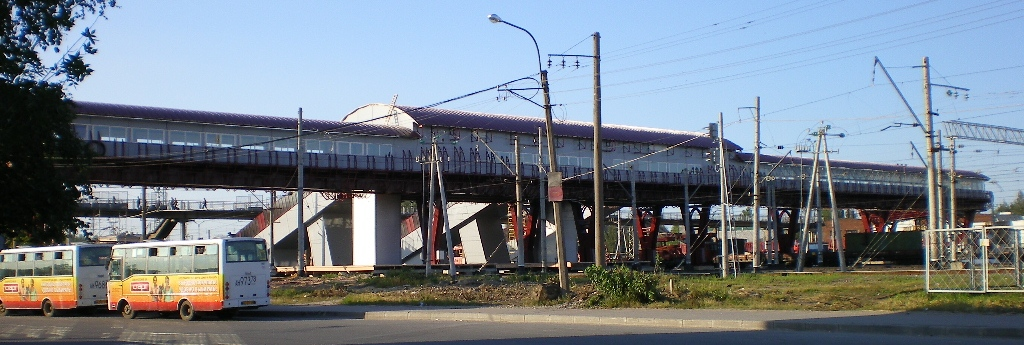

Спуски з переходу
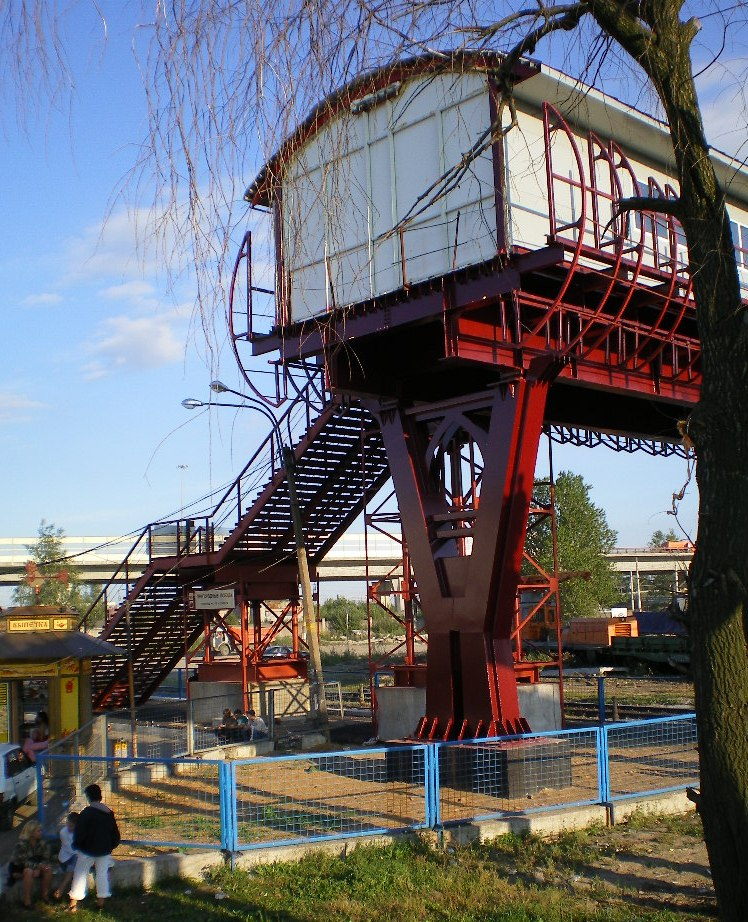
Спуск до станції метро та до вул. Грібакіна
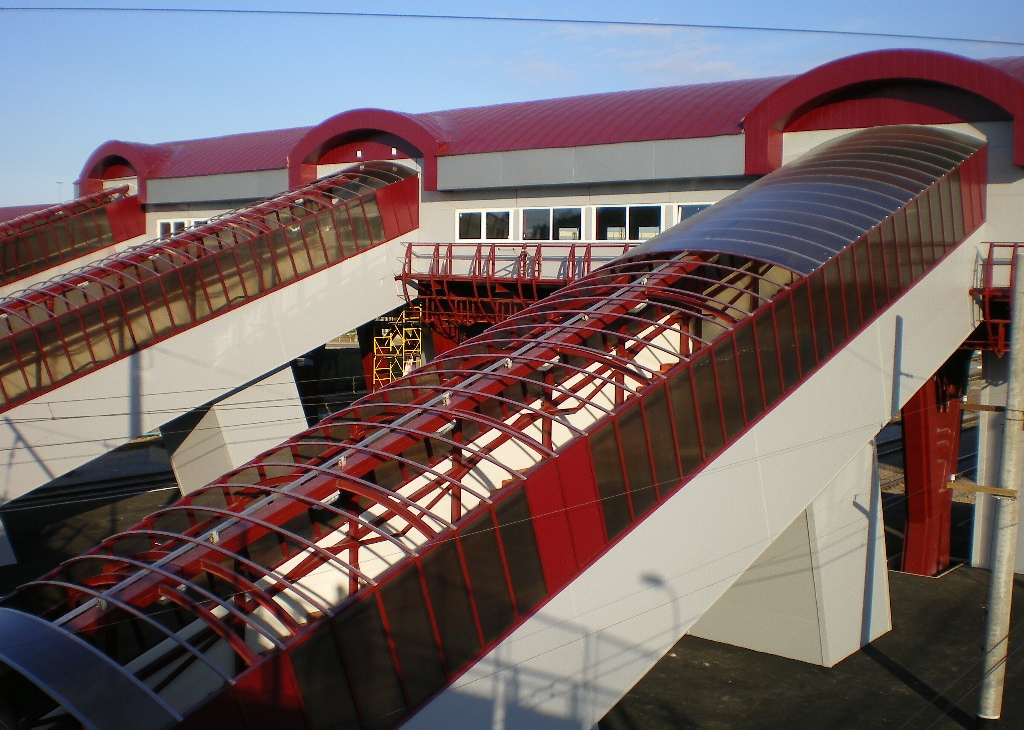
Спуск на платформи
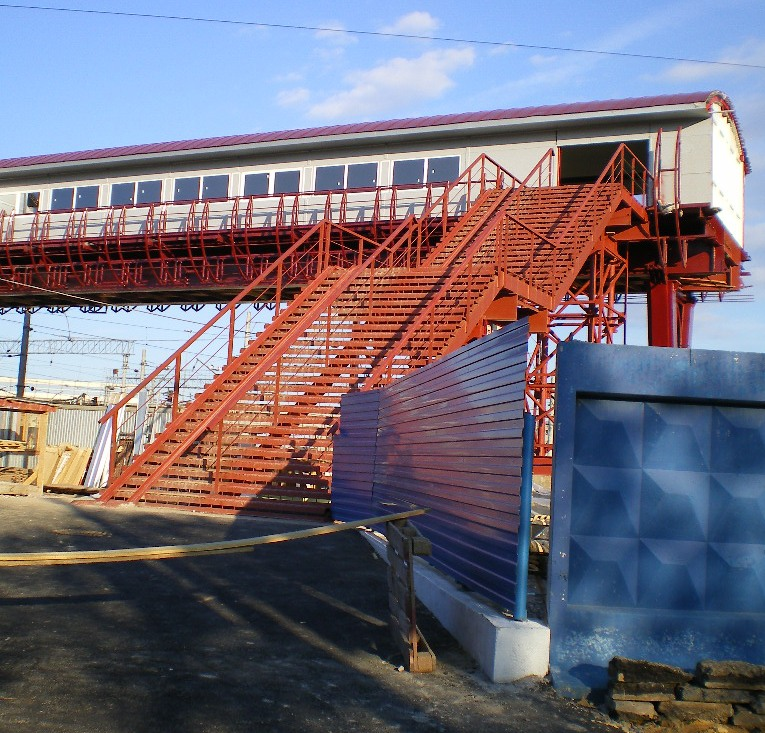
Спуск до вул. 9 січня

Колійний розвиток
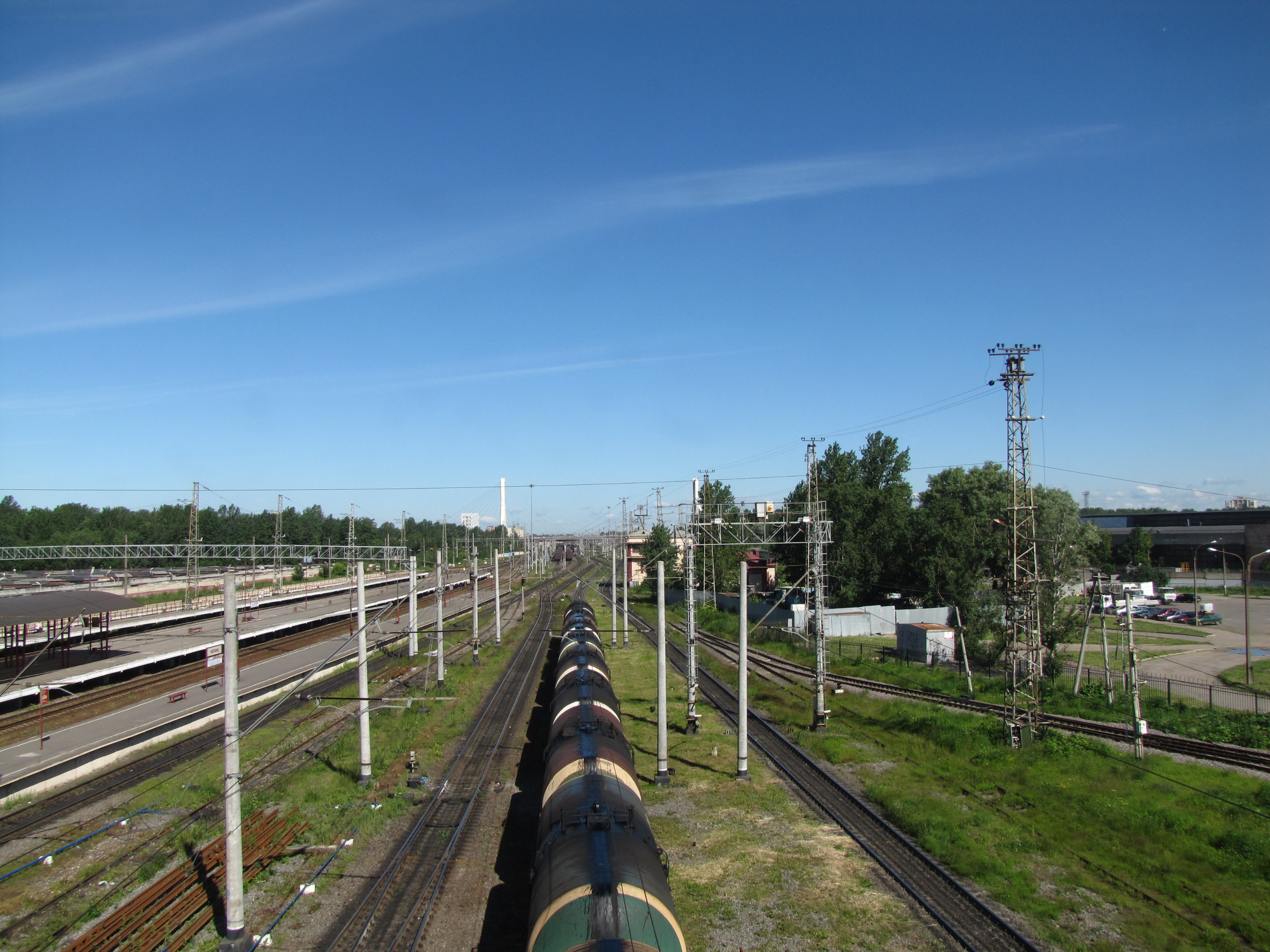
Вигляд на північний захід (в сторону Санкт-Петербурга)
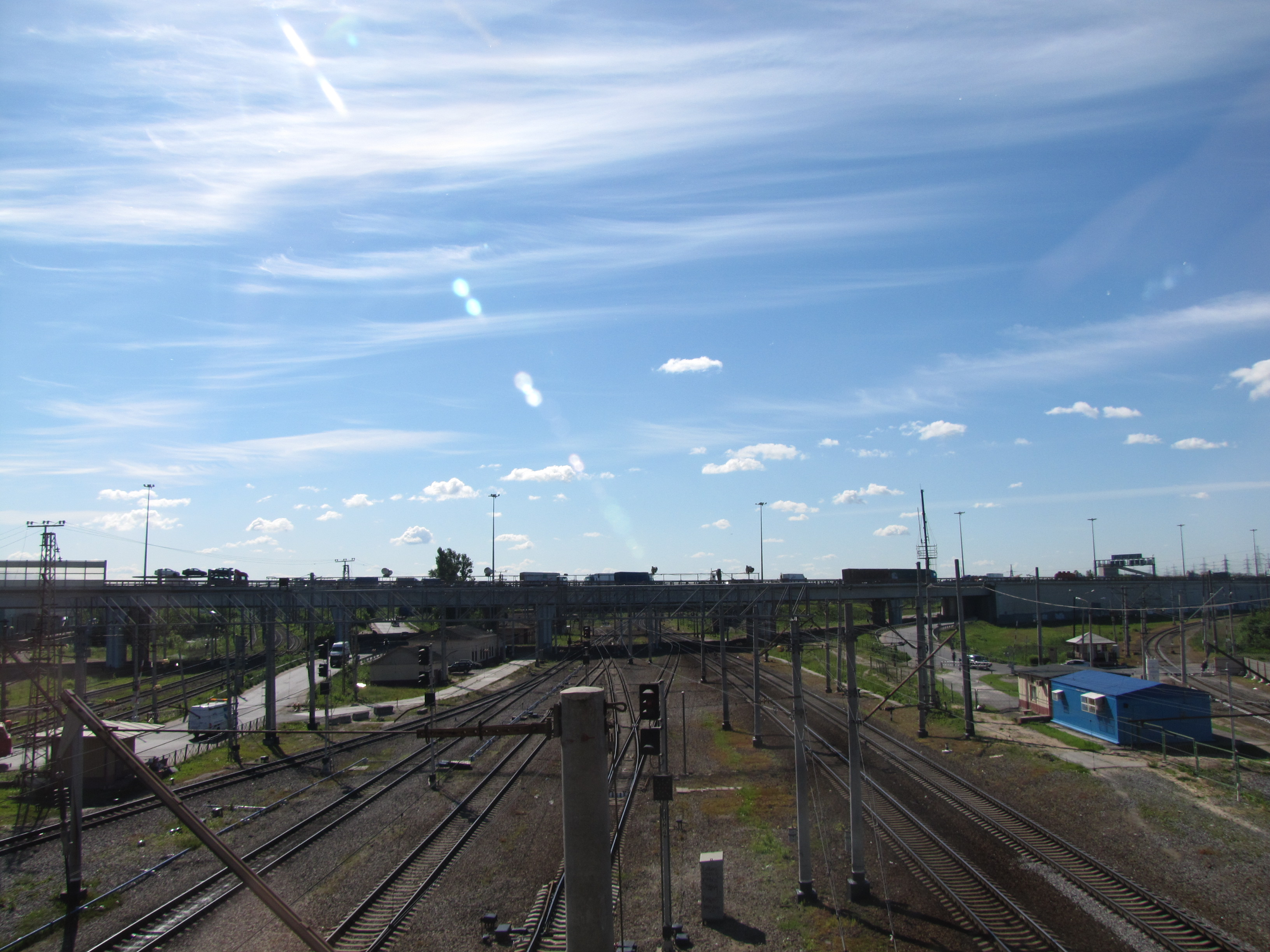
Вигляд на південний схід (в сторону Москви)

Потяги на станції
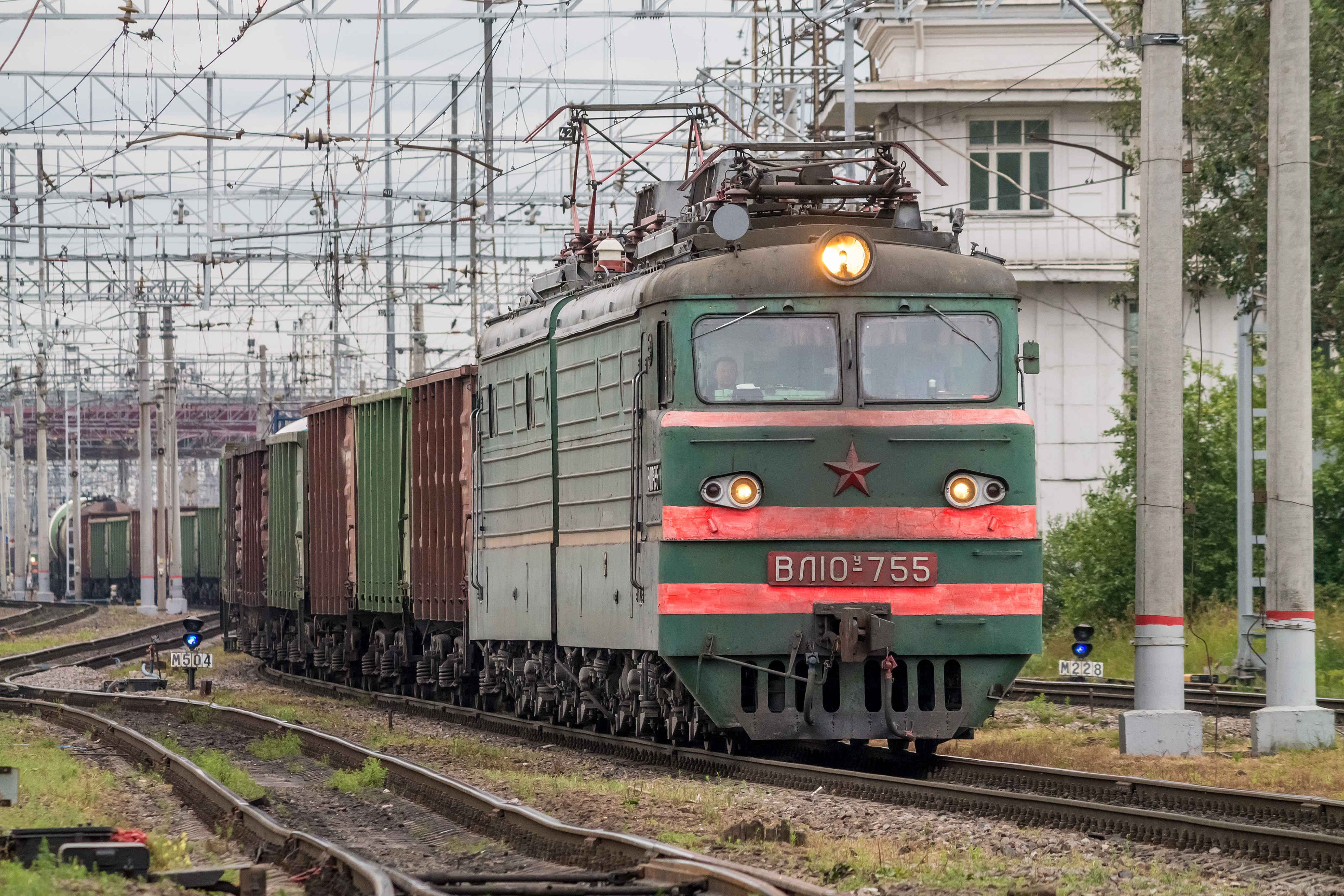
Електровоз ВЛ10У-755 з вантажним потягом
- Електропотяг ЭС1-008/007 відправляється зі станції